# 河内足球俱乐部 (1956年)
河内足球俱乐部，越南职业足球俱乐部，位于越南河内市，主场位于河内Hang Day体育场。

## 历史
河内足球俱乐部原为河内公安足球队，成立于1956年。2006年，更名河内ACB队。2011年年末，该队降入甲级联赛。之后，该队与仍在超级联赛的河内和发队合并，更名为河内足球俱乐部，重新获得超级联赛资格。

## 荣誉
越南足球超级联赛:
- 冠军(1): 1984

- 亚军(2): 1980, 1999

越南盃:
- 冠军(1): 2008

- 亚军(2): 1995, 2001

越南足球甲级联赛:
- 冠军(1): 2010